# 초 도오
초 도오(楚 堵敖, ? ~ 기원전 672년)는 중국 초나라의 제19대 군주(재위: 기원전 674년 ~ 기원전 672년)이다. 이름은 간(囏)이다. 시호가 《춘추좌씨전》과《초사(楚辭)》 〈천문(天問)〉에는 도오(堵敖), 《사기》〈초세가〉에는 두오(杜敖)라고 나와 있다. 사기의 다른 판본 중엔 '두오'가 장오(壯敖)나 장오(莊敖)라고 되어 있다. 문왕의 아들이자 성왕의 형이다.

## 생애
재위 시에 문왕의 정책을 이어 계속 부국강병을 꾀했으며, 중원의 국가들과 천하를 쟁탈하였다.
기원전 672년에 동생인 운(惲)을 죽이려고 했는데, 운은 수(隨)나라로 도망갔다. 이후 운이 수나라 사람의 도움을 받아 도오가 사냥을 갔을 때 죽이고 자립하니, 이가 성왕이다.